# Centre Harmel
Pour les articles homonymes, voir Harmel.
 (avril 2017).
Si vous disposez d'ouvrages ou d'articles de référence ou si vous connaissez des sites web de qualité traitant du thème abordé ici, merci de compléter l'article en donnant les références utiles à sa vérifiabilité et en les liant à la section « Notes et références ».
Le Centre Harmel, de son nom complet centre de recherches pour la solution nationale des problèmes sociaux, politiques et juridiques en régions wallonne et flamande est un organisme éphémère créé le 3 mai 1948 afin de tenter d'apporter des solutions aux tensions communautaires et linguistiques qui secouent de plus en plus la Belgique.
Composés de 42 parlementaires, il sera l'un des premiers pas vers les réformes de l’État belge initiées à la fin des années 1960 et qui feront passer le royaume d'un état unitaire à un état fédéral en créant le fédéralisme belge et les entités fédérées (communautés et régions). Le Centre cessa d'exister après la remise de son rapport final en 1958.
Il tient son nom de Pierre Harmel, l'initiateur du projet qui deviendra premier ministre de 1965 à 1966.

## Contexte
Le premier Congrès national wallon s'était prononcé pour le fédéralisme en 1945. Cinq députés PSC, relativement hostiles à cette démarche, dont trois Flamands Théo Lefèvre, Gérard Van de Daele, Alphonsus Verbist et deux Wallons Jean Duvieusart et Pierre Kofferschlager (représentant en fait la minorité allemande dans la Province de Liège) appuyèrent la proposition de loi de Pierre Harmel déposée à la Chambre en vue de créer un Centre de recherche pour la solution nationale des problèmes sociaux, politiques et juridiques en régions wallonnes et flamandes (c'est Pierre Nothomb qui avait demandé que le pluriel soit utilisé).
La proposition de création du centre par Pierre Harmel est votée le 3 mai 1948.

## Composition et rôles
Le centre est composé de 18 parlementaires et de 24 extra-parlementaires nommés par le Parlement. Il se subdivise en 4 sections : démographique, économique, morale et culturelle, juridique politique et administrative. Parmi les opposants, on retrouve cependant François Van Belle, importante figure du mouvement wallon.
Il est créé pour deux ans, mais son existence est prorogée jusqu'en décembre 1953. La séance de clôture a lieu le 25 octobre 1955 et un rapport final est déposé le 25 avril 1958 dans les documents parlementaires.

## Les conclusions du rapport
Au point de vue démographie, constatant un handicap wallon, le Centre propose un système d'allocations familiales décentralisé.
En matière d'économie, le Centre propose des mesures contre le chômage structurel en Flandre ainsi que le développement de nouvelles industries dans cette région  et le soutien des entreprises en Wallonie.
En matière culturelle le Centre estime qu'il n'existe qu'une communauté culturelle wallonne et une communauté flamande et qu'il n'y a pas de communauté culturelle bruxelloise. Il pense que l'enseignement de l'Histoire de Belgique doit être basé sur les deux grandes régions en tenant compte des grands courants de civilisation.
En matière politique, Jean Van Crombrugge, l'un des rapporteurs wallons propose de fixer définitivement la frontière linguistique par un référendum dans les cas litigieux (Mouscron, Enghien et Fourons). L'idée était aussi de rendre chaque province homogène sur le plan de la langue.
Les travaux du Centre ont été peu suivis par la presse et les partis politiques n'y ont joué qu'un rôle secondaire.
Pourtant, notamment dans la question de la frontière linguistique les propositions du Centre auront des répercussions sur les travaux parlementaires, de même que certaines autres propositions esquissant une sorte de fédéralisme timide par la création d'un Conseil culturel flamand et d'un Conseil culturel wallon à l'instar du Vlaams Economisch Verbond et du Conseil économique wallon qui existaient depuis plus longtemps.